# Convincing Ground

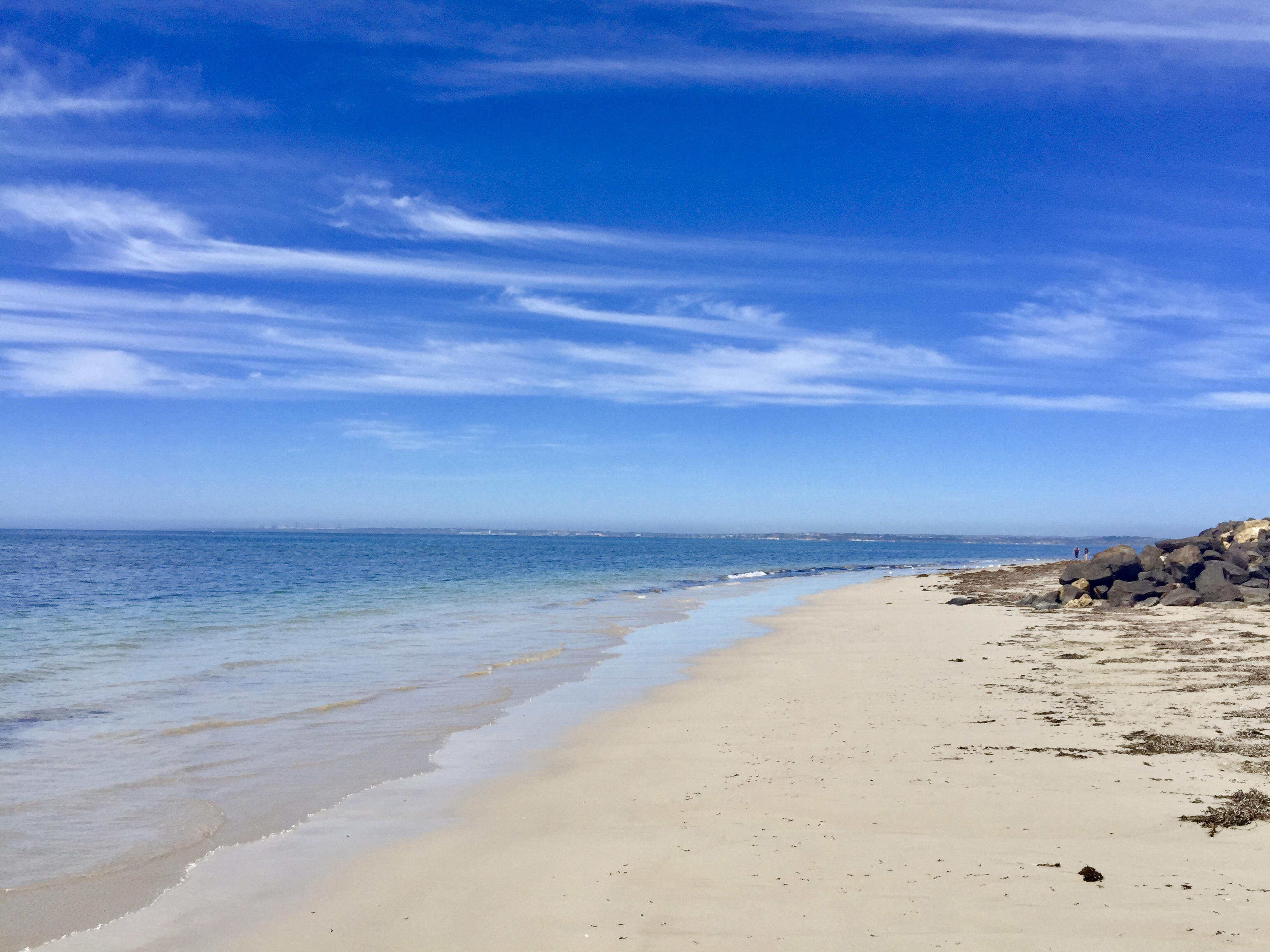
Der Strand von Allestree

Als Convincing Ground wurde eine der ersten Walfangstationen im australischen Victoria bezeichnet. Sie befand sich in Allestree an der Portland Bay, zehn Kilometer von Portland entfernt.
Auf dem Gelände der Walfangstation fand in den frühen 1830er Jahren das Convincing-Ground-Massaker statt, eines der größten Massaker an Aborigines in der Kolonialgeschichte Australiens. Das Gelände der Walfangstation steht seit 2006 unter Denkmalschutz.

## Name und Massaker
Der Ausdruck Convincing Ground (übersetzt etwa „Überzeugeplatz“) wurde in der frühen australischen Presse als Euphemismus verwendet. Damit wurde der Ort für einen harten sportlichen Wettbewerb bezeichnet, beispielsweise eine Boxarena – so wie man auch im Deutschen in diesem Zusammenhang von „schlagenden Argumenten“ spricht.
Diese Bezeichnung verwendeten auch europäische Waljäger für das Convincing-Ground-Massaker, das sich 1833 oder 1834 auf der Walfangstation ereignet hatte. Der Name wurde mit Convincing Ground gängig.
Das Massaker soll sich nach mündlichen Überlieferungen folgendermaßen zugetragen haben: Als ein Walkadaver am Strand der Walfangstation angeschwemmt wurde, reklamierten die Aborigines auf ihrem angestammten Stammesgebiet ihr Eigentumsrecht. Es entstand ein Streit mit sechs bis acht Walfängern, daraufhin holten diese Handfeuerwaffen und erschossen nach Schätzungen 60 bis 200 Aborigines vom Clan der Kilcare aus dem Aborigines-Stamm der Gunditjmara. Über den Ablauf, Ort und die Anzahl der Getöteten gibt es unterschiedliche Darstellungen.

## Walfangstation
Vermutlich kamen Walfänger aus Tasmanien bereits Anfang des 19. Jahrhunderts sporadisch zum Walfang in Australien nach Portland Bay. Die Walfangstation Convincing Ground wurde 1833 von Wilhelm Dutton gegründet. Als Edward Henty, ein Unternehmer, am 1. November 1834 nach Portland kam, zeigte er Interesse am Walfang und investierte in die Launceton Whaling Company. Aus dem Jahr 1835 gibt es Zeichnungen, in denen ersichtlich ist, dass der bauliche Komplex umfangreich war und neun Gebäude umfasste. Ende der 1830er Jahre errichtete Edward Henty auf diesem Gebiet seine Walfangstation. 1840 entstand die erste Karte der Portland Bay, auf der Convincing Ground eingetragen war. Aus dem Jahr 1851 gibt es Dokumente, die belegen, dass es an der Walfangstation einen Anlegesteg für Schiffe und eine Flensrampe gab. Auf dieser Rampe wurden erlegte Wale zu weiteren Verwertung an Land gezogen.

## Ende der Walfangstation
Ende der 1840er Jahre diversifizierte sich die Nutzung von Convincing Ground, möglicherweise weil die Anzahl der Wale zurückging. Auf dem Gelände wurden nun Schiffe hergestellt. Edward Henty ließ eines für die Kolonialregierung und zwei Transportschiffe erbauen. Das Gebiet der Portland Bay sollte künftig besiedelt werden, und weitere Aborigines, die dort lebten, wurden aus ihrem angestammten Land vertrieben.
2006 ragten lediglich die Holzpfosten des Anlegestegs der Walfangstation aus der Bucht. Im gleichen Jahr wurde das Gebiet Convincing Ground in die Denkmalschutzliste des Bundesstaates Victoria eingetragen.